# Segundo Consistório Ordinário Público de 1921
Bento XVI nomeou três cardeais italianos em seu último consistório. Três outros cardeais participaram do mês de março anterior, tendo sido os primeiros a receber os chapéus vermelhos do rei da Espanha: Francesco Ragonesi, núncio papal na Espanha, e os bispos espanhóis Juan Benlloch i Vivó e Francisco Vidal y Barraquer. Os jornais italianos informaram que Bento XVI disse aos três novos cardeais que "Nós lhes demos a túnica vermelha de um cardeal ... muito em breve, porém, um de vocês usará o manto branco".

## Cardeais Eleitores
| Nº                 | País               | Nome                    | Idade              | Cargo                                                    | Título ou Diaconia                                           |
| Cardeais eleitores | Cardeais eleitores | Cardeais eleitores      | Cardeais eleitores | Cardeais eleitores                                       | Cardeais eleitores                                           |
| ------------------ | ------------------ | ----------------------- | ------------------ | -------------------------------------------------------- | ------------------------------------------------------------ |
| 1                  | Itália             | Giovanni Tacci Porcelli | 57                 | Prefeito da Prefeitura da Casa Pontifícia                | Cardeal-Presbítero de Santa Maria além do Tibre              |
| 2                  | Itália             | Achille Ratti           | 64                 | Arcebispo de Milão                                       | Cardeal-Presbítero de Santos Silvestre e Martinho nos Montes |
| 3                  | Itália             | Camillo Laurenti        | 59                 | Secretário da Congregação para a Evangelização dos Povos | Cardeal-diácono de Santa Maria da Scala                      |

## Link Externo
- «Catholic Hierarchy» (em inglês)